# Högfors, Norbergs kommun

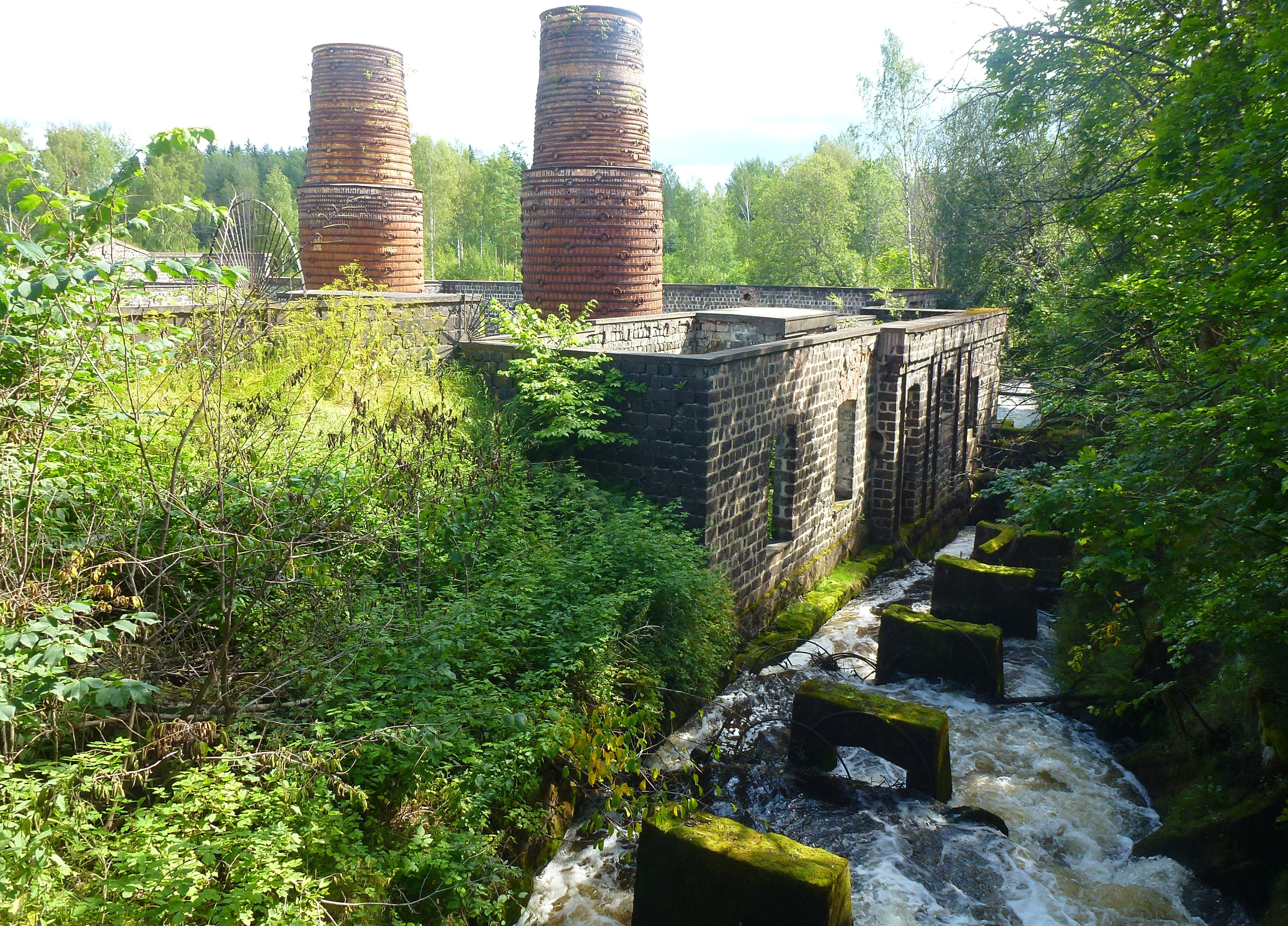
Högfors bruk och vattenfall.

Högfors bruk var ett järnbruk i Karbennings socken i Norbergs kommun i Västmanland, omkring sju kilometer söder om Norberg. Driften upphörde 1953 och området räknas idag till Sveriges yngsta järnbruksruiner. Bruksområdet är en del av Ekomuseum Bergslagen.

## Historik

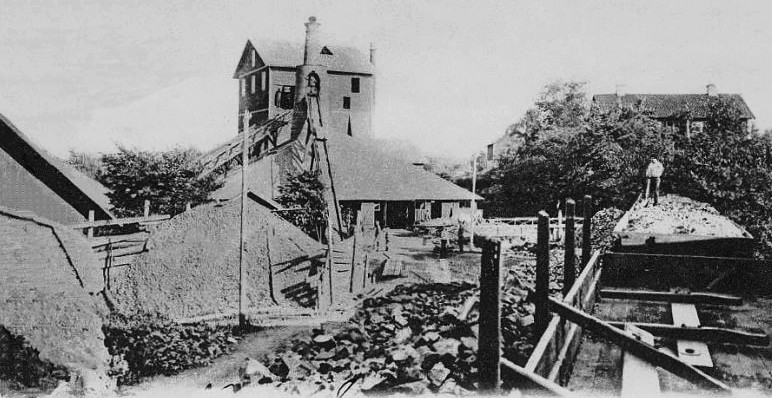
Den äldre masugnen från 1902.

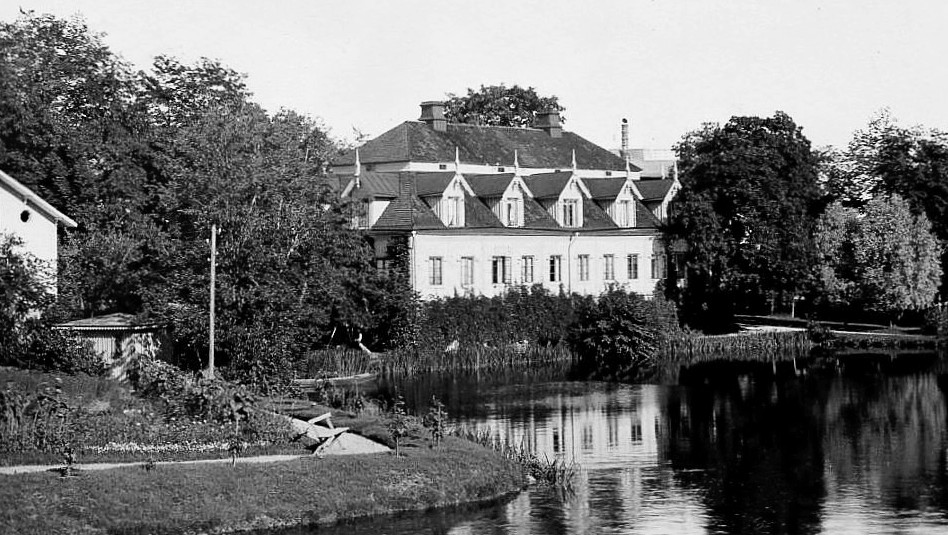
Högfors herrgård, 1909.

Namnet Högfors är gammalt och har troligen sitt ursprung i att Norbergsån här bildar höga fall, vars vattenkraft sedan medeltiden utnyttjats för järnframställning. År 1464 omnämns Högfors första gången i skriftliga handlingar. Då var det riddaren och häradshövdingen Svarte Sigge Jönsson som ägde hyttan. En smältugn omtalas i Högfors även 1539 och 1545 anlades en stångjärnshammare som var en av Sveriges största. Både Gustav Vasa och Karl IX var delägare. På 1700-talet övertogs bruket av brukspatroner, bland dem släkten Brahe, Banér och de la Gardie. Under 1800-talets andra hälft ombildas verksamheten till aktiebolag.
De sista masugnarna byggdes 1915-16 och lades ned 1953. Som mest var omkring 250 personer sysselsatta vid bruket. Kvar idag finns en ruin av masugnen med två höga tegelpipor av rött tegel sammanhållna av kraftiga järnband och järnbeslag samt slaggstensmurarna efter fabriksbyggnaden. I ån syns de stöd som bar upp tuben som ledde vattnet till vattenhjulen. Två fundament för sintringsverket finns kvar mellan hyttan och herrgården. Framför herrgården märks tre slaggstenspelare, de är en rest av den bana som förde malmen fram till sintringsverket intill hyttan. Andra spår av tidigare verksamhet finns i form av ett stall från 1809 samt kolhuset, som ligger mellan landsvägen och herrgården. Från kolhuset gick en järnväg som transporterade träkol till masugnen.

## Bilder

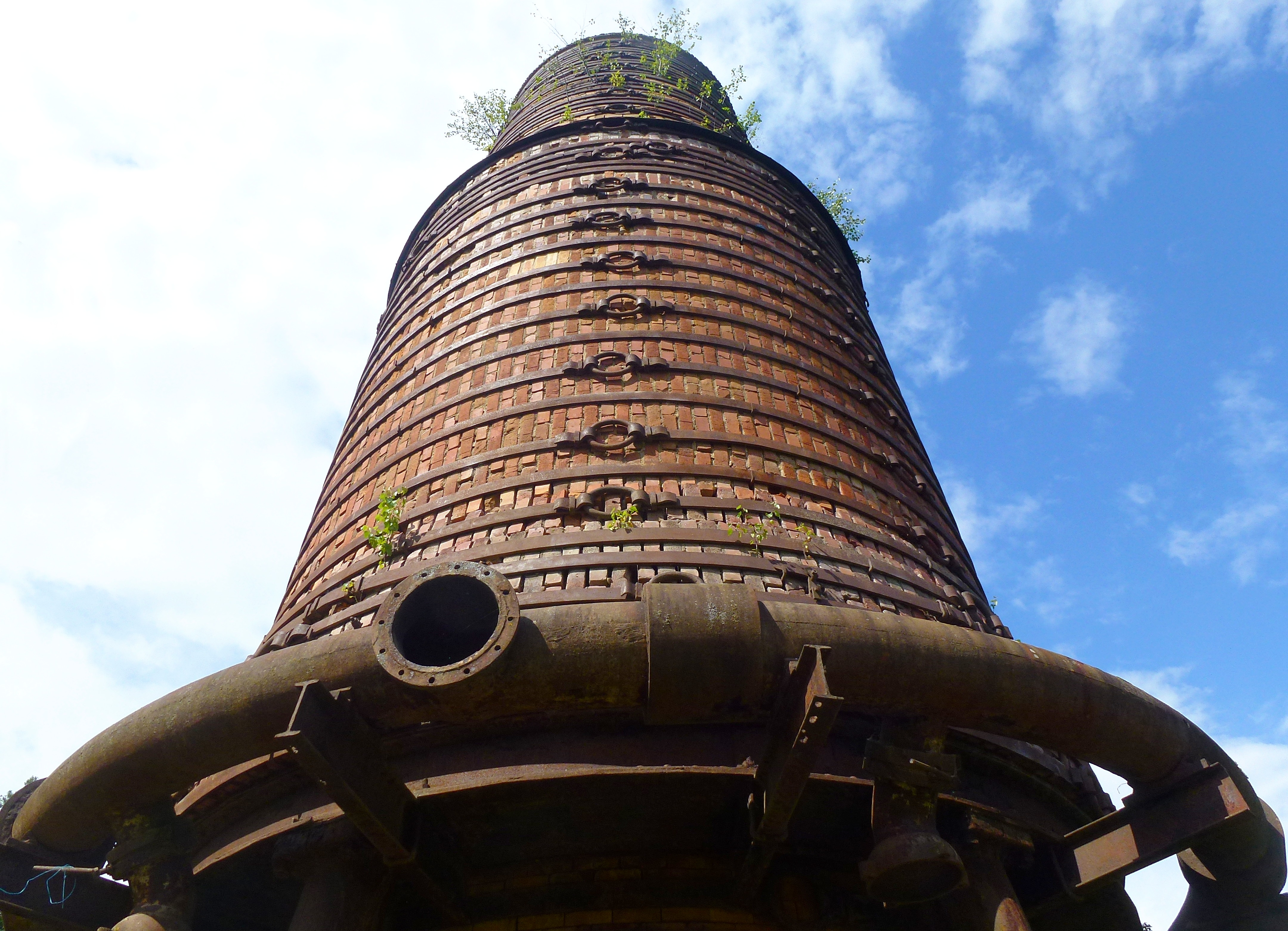
Masugnspipan
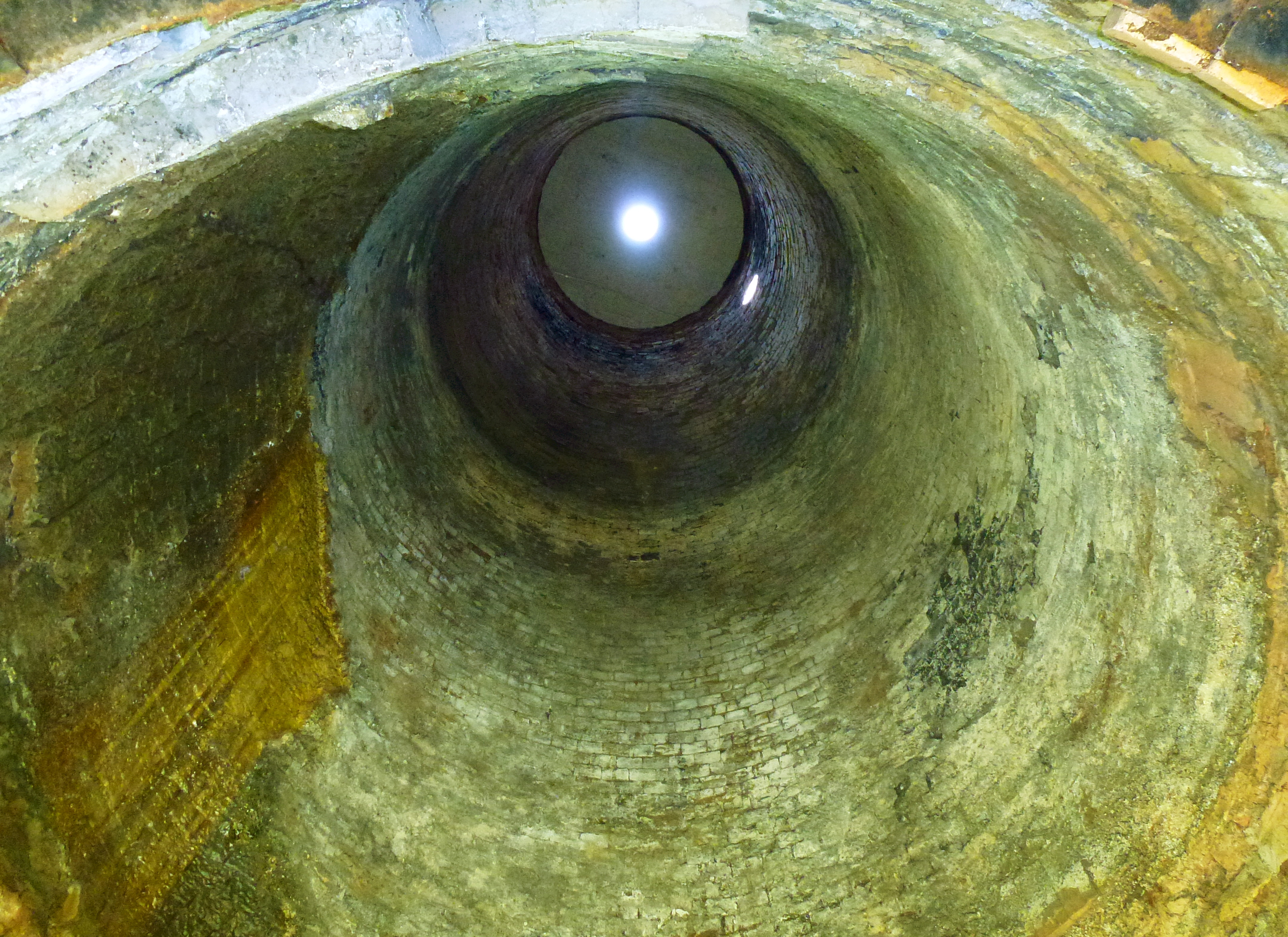
Vy in i masugnspipan
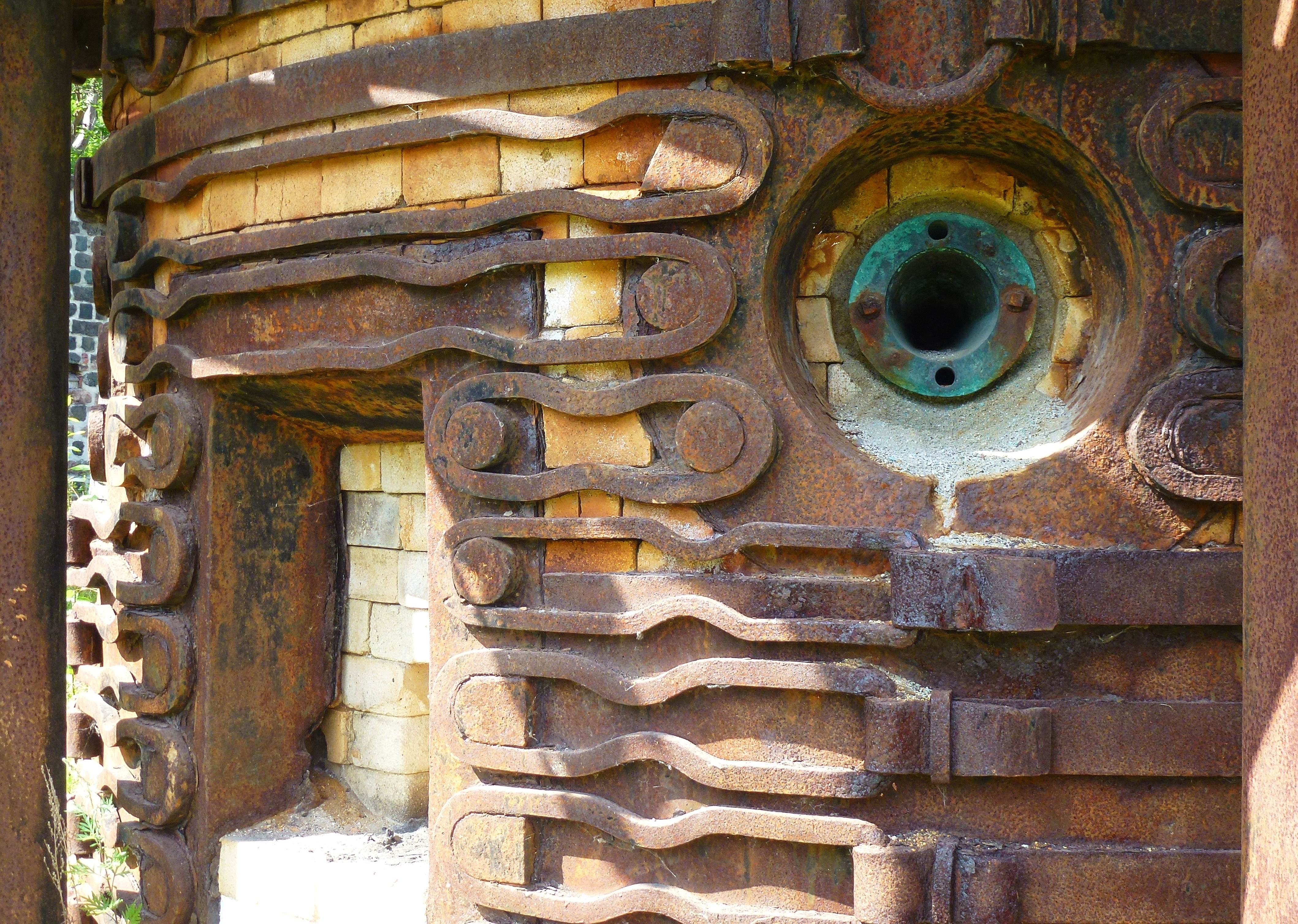
Detalj järnbeslag
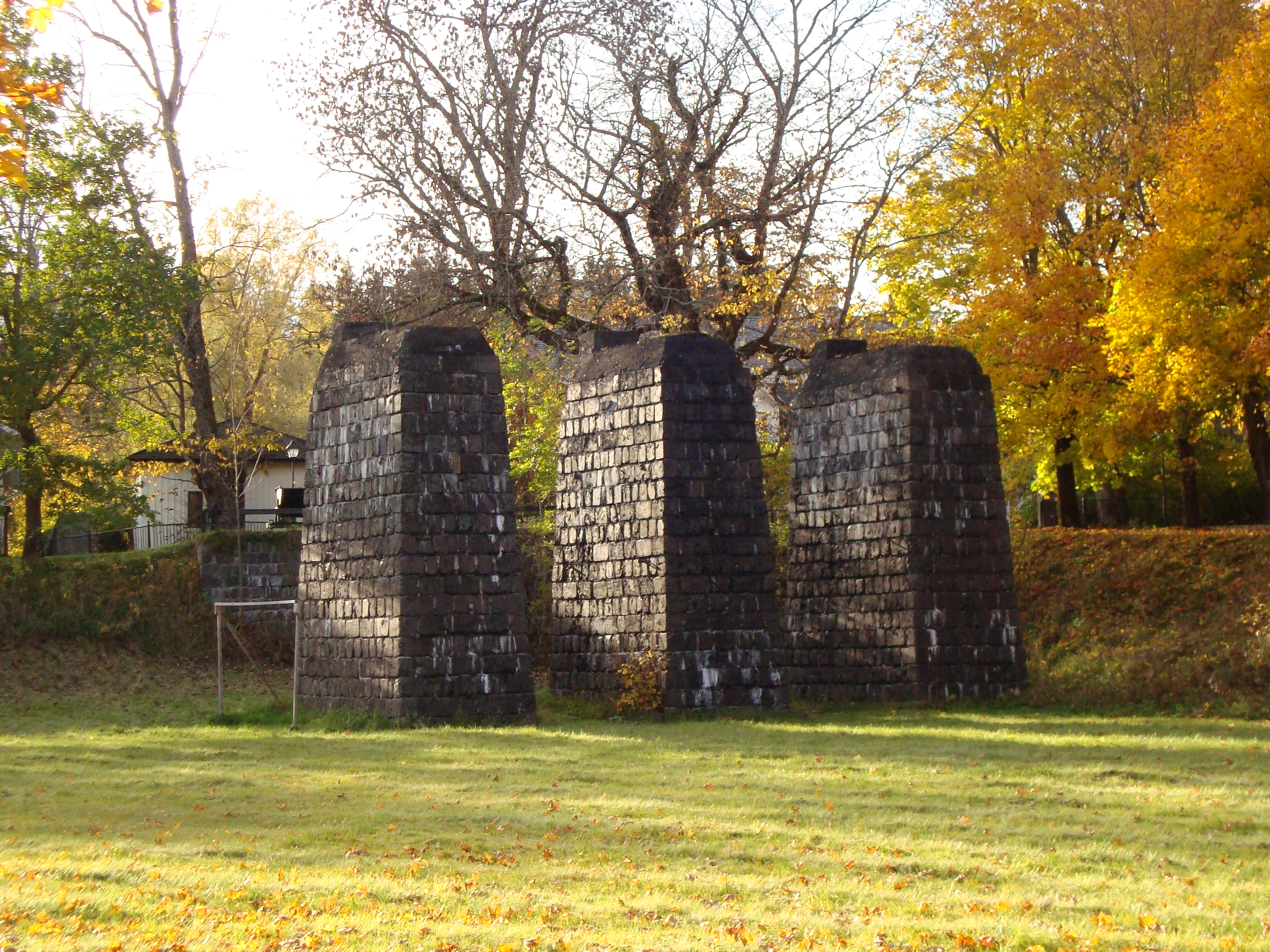
Slaggstenspelare för banan
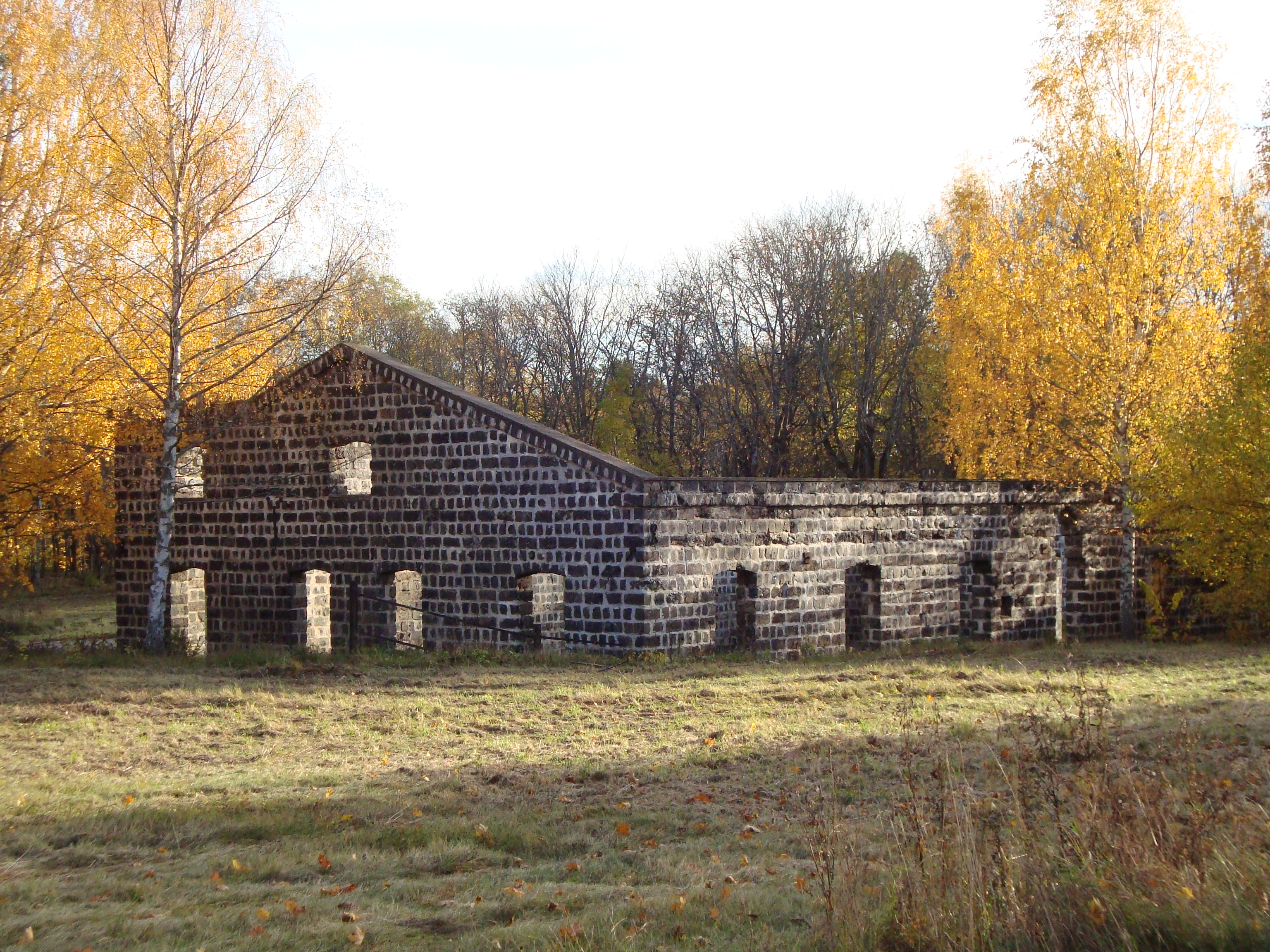
Slaggstensruin
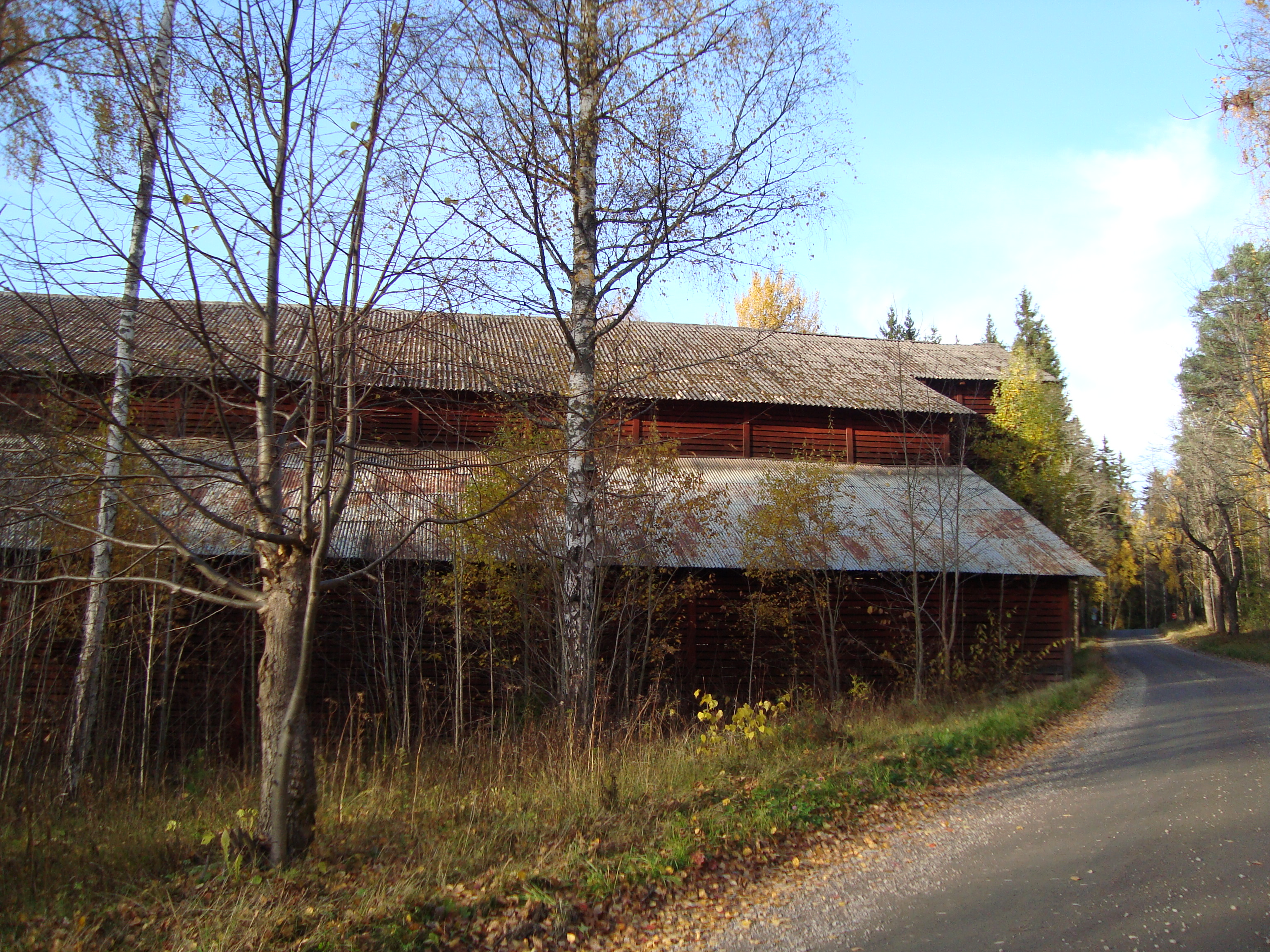
Kolhuset
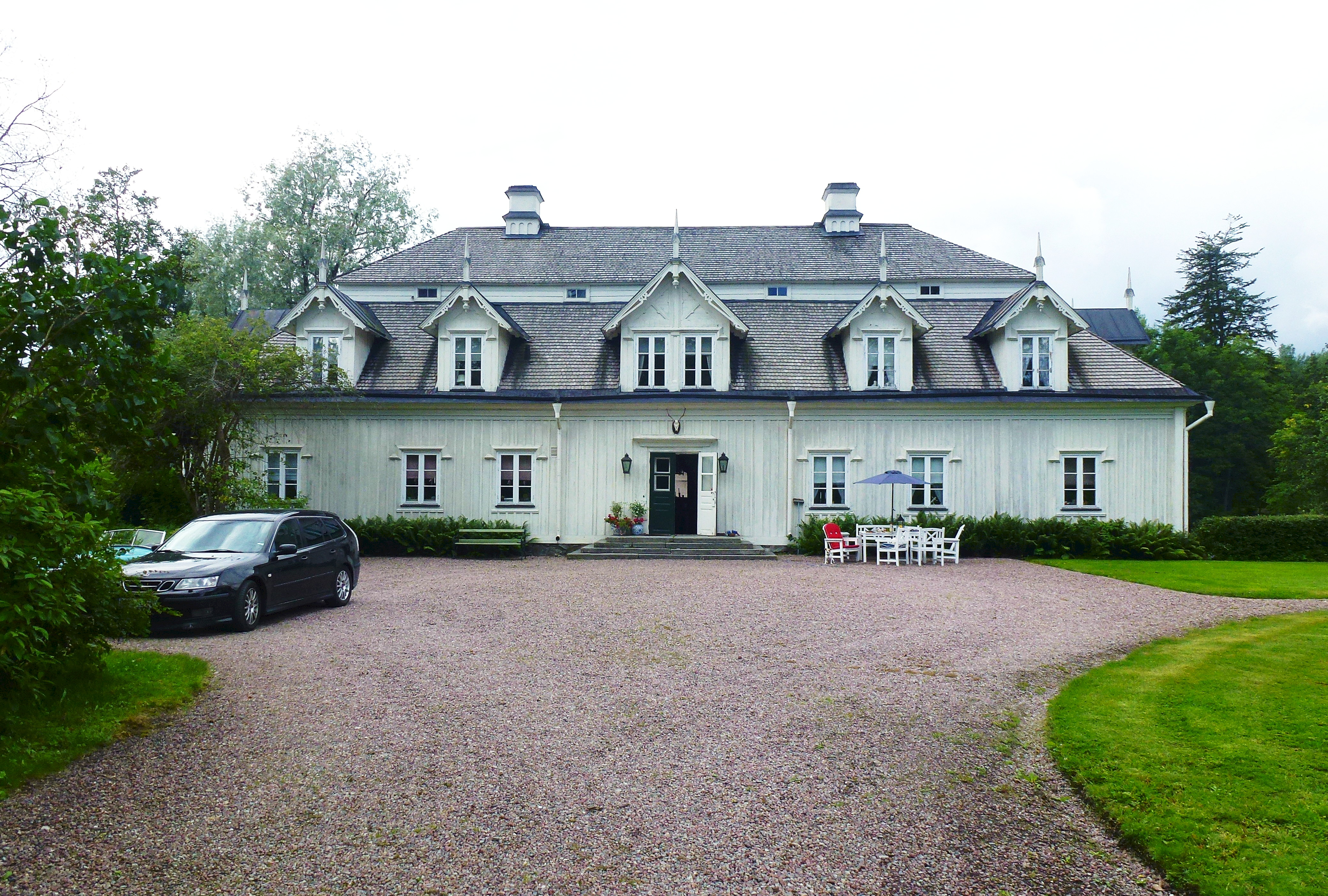
Högfors bruks herrgård
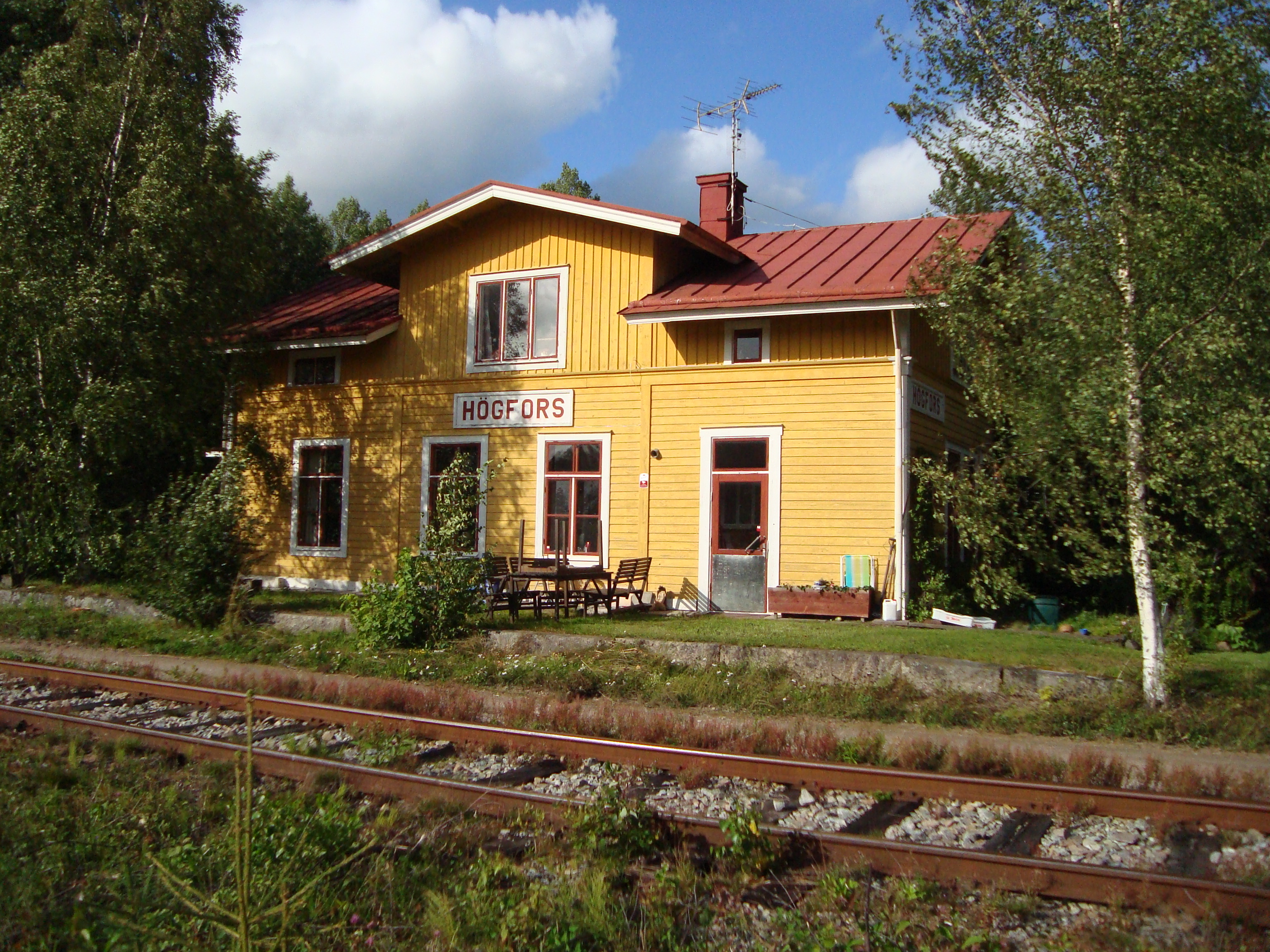
Högfors gamla järnvägsstation